# TrackMania 2
TrackMania 2 (scritto anche TrackMania²) è un videogioco arcade di carattere automobilistico realizzato da Nadeo e pubblicato da Ubisoft. Il gioco è stato annunciato al Paris Game Festival del 19 settembre 2009 con una versione beta programmata per la fine del 2010. La beta, inizialmente posticipata al gennaio 2011, è stata rinviata alle settimane successive all'E3 di giugno.
L'open beta è infine stata pubblicata il 17 agosto; per accedervi bisognava prenotare Canyon: la beta si sarebbe aggiornata alla versione finale il 14 settembre, giorno di pubblicazione del gioco. Il secondo paesaggio Valley verrà pubblicato a metà 2013.

## Modalità di gioco
TrackMania 2 propone un gameplay simile a quello dei precedenti giochi della serie. Il giocatore può giocare in vari tracciati potendo fare gli stunt in varie modalità, incluso un campionato e una modalità cooperativa.. L'editor di tracciati delle precedenti edizioni resterà ed includerà nuove funzioni, come lo spostamento di più blocchi assieme, e la possibilità di creare ed importare blocchi creati con programmi esterni. Sarà inoltre presente un linguaggio di programmazione, denominato "ManiaScript", che permetterà agli utenti di creare molte nuove funzioni nel gioco. Saranno presenti nuovi paesaggi nel gioco: le ambientazioni conosciute finora sono Valley e Canyon. Nessuno degli ambienti dei precedenti giochi sarà incluso in TrackMania 2, poiché si tratta di un gioco completamente nuovo e non un aggiornamento.

Inizialmente il gioco è stato distribuito con solo il paesaggio Canyon e, successivamente, sarà possibile acquistare anche tutti gli altri paesaggi che verranno rilasciati.

## Paesaggi del gioco

### Canyon
Il primo paesaggio del gioco sarà ambientato in un canyon in stile americano. La vettura rassomiglia una Chevrolet Camaro quinta serie. I blocchi dell'editor includeranno vari tipi di percorso: strade polverose, pezzi di circuito, dighe, ponti, tunnel, oltre naturalmente a montagne alte e precipizi. La manovrabilità della vettura sarà un qualcosa di inedito rispetto a tutti gli altri giochi della serie.

### Valley
Ambiente annunciato nel 2009 e che è stato distribuito nel 2013, è un paesaggio in stile europeo. Il gameplay è realistico ed ispirato al rally, e la vettura è una riproduzione della Mini.

### Stadium
Ambiente distribuito in passato per TrackMania, è stato pubblicato all'inizio del 2013 con alcune novità riguardanti principalmente la grafica e l'interazione con ManiaPlanet.

### Lagoon
Annunciato il 9 maggio 2017 in occasione dell'aggiornamento di ManiaPlanet nella versione 4 e distribuito il 23 Maggio 2017, TrackMania Lagoon presenta un'isola tropicale come ambientazione e una nuova modalità di gioco multiplayer.

## Altre informazioni[4]
- Il gioco è acquistabile solamente online tramite carta di credito o con servizi come Paysafecard
- Nuovi paesaggi saranno pubblicati nei prossimi anni
- Il gioco integra un nuovo motore grafico che va fluido sui 60 fotogrammi anche su PC piuttosto vecchi
- TrackMania 2 fa parte di un "universo" di gioco (chiamato ManiaPlanet) composto anche da due videogiochi sviluppati direttamente dalla Nadeo: QuestMania (un RPG) e ShootMania (uno sparatutto)